# Гаљато
Гаљато (итал. Gagliato) је насеље у Италији у округу Катанцаро, региону Калабрија.
Према процени из 2011. године у насељу је живело 437 становника. Насеље се налази на надморској висини од 447 m.

## Становништво
| 1951. | 1961. | 1971. | 1981. | 1991. | 2001. | 2011. |
| ----- | ----- | ----- | ----- | ----- | ----- | ----- |
| 1.768 | 1.347 | 1.001 | 946   | 651   | 563   | 524   |